# Lisa Thrasher
Pour les articles homonymes, voir Lisa et Thrasher.
Lisa Thrasher, est une productrice, réalisatrice et scénariste de cinéma américaine. 

## Filmographie
productrice
- 2003 : Intent (court métrage)
- 2004 : Little Black Boot (court métrage)
- 2004 : The Nearly Unadventurous Life of Zoe Cadwaulder (court métrage)
- 2004 : Memoirs of an Evil Stepmother (court métrage)
- 2004 : Billy's Dad Is a Fudge-Packer! (court métrage)
- 2005 : Promtroversy (court métrage)
- 2005 : Starcrossed (court métrage)
- 2007 : Itty Bitty Titty Committee
- 2014 : Girltrash: All Night Long

réalisatrice
- 2008 : The Nitty Gritty Behind the Itty Bitty Titty Committee (documentaire)

scénariste
- 2008 : The Nitty Gritty Behind the Itty Bitty Titty Committee (documentaire)